# Nieuw-Zeeland op de Olympische Zomerspelen 2012
Nieuw-Zeeland nam deel aan de Olympische Zomerspelen 2012 in Londen, Verenigd Koninkrijk.

## Medailleoverzicht
| Sport        | Olympiër                                                                   | Onderdeel                | Medaille |
| ------------ | -------------------------------------------------------------------------- | ------------------------ | -------- |
| Atletiek     | Valerie Adams                                                              | kogelstoten (v)          | Goud     |
| Kanovaren    | Lisa Carrington                                                            | K-1 200m (v)             | Goud     |
| Roeien       | Mahe Drysdale                                                              | skiff (m)                | Goud     |
| Roeien       | Nathan Cohen Joseph Sullivan                                               | dubbel-twee (m)          | Goud     |
| Roeien       | Hamish Bond Eric Murray                                                    | twee-zonder (m)          | Goud     |
| Zeilen       | Jo Aleh Polly Powrie                                                       | 470 (v)                  | Goud     |
| Wielersport  | Sarah Walker                                                               | BMX (v)                  | Zilver   |
| Zeilen       | Peter Burling Blair Tuke                                                   | 49er                     | Zilver   |
| Paardensport | Andrew Nicholson Jonathan Paget Caroline Powell Jonelle Richards Mark Todd | eventing team            | Brons    |
| Roeien       | Juliette Haigh Rebecca Scown                                               | dubbel-twee (v)          | Brons    |
| Roeien       | Peter Taylor Storm Uru                                                     | lichte dubbel-twee (m)   | Brons    |
| Wielersport  | Simon van Velthooven                                                       | keirin (m)               | Brons    |
| Wielersport  | Sam Bewley Aaron Gate Westley Gough Marc Ryan Jesse Sergent                | ploegenachtervolging (m) | Brons    |

Valerie Adams kreeg op 13 augustus 2012 door het IOC alsnog de gouden medaille toebedeeld bij het kogelstoten voor de vrouwen nadat de Wit-Russische Nadzeja Astaptsjoek als winnaar uit de uitslag werd geschrapt na betrapt te zijn op het gebruik van doping.

## Deelnemers en resultaten
(m) = mannen, (v) = vrouwen

### Atletiek
| Olympiër        | Onderdeel             | Resultaat | Prestatie |
| --------------- | --------------------- | --------- | --- |
| Nicholas Willis | 1500m (m)             | 9e        | serie 3: 1ste in 3.40,92 halve finale 2: 3de in 3.34,70 finale: 9de in 3.36,94 |
| Quentin Rew     | 50km snelwandelen (m) | 30e       | 3:55.03 |
| Stuart Farquhar | speerwerpen (m)       | 9e        | kwalificatie groep A: 3de met 82,32m finale: 9de met 80,22m |
| Brent Newdick   | tienkamp (m)          | 12e       | 100m: 22ste in 11,10 verspringen: 11de met 7,36m kogelstoten: 7de met 15,09m hoogspringen: 16de met 1,96m 400m: 23ste in 50,22 110m horden: 22ste in 15,02 discuswerpen: 8ste met 46,15m polsstokhoogspringen: 10de met 4,70m speerwerpen: 13de met 59,82m 1500m: 15de in 4.38,20 totaal: 7988 punten |
|                 |                       |           | |
| Lucy van Dalen  | 1500m (v)             | 23e       | serie 1: 8ste in 4.07,04 halve finale 1: 9de in 4.06,97 |
| Kimberley Smith | marathon (v)          | 15e       | 2:26.59 |
| Valerie Adams   | kogelstoten (v)       | Goud      | kwalificatie groep A: 1ste met 20,45m finale: 1ste met 20,70m |
| Sarah Cowley    | zevenkamp (v)         | 26e       | 100m horden: 28ste in 13,95 hoogspringen: 16de met 1,80m kogelstoten: 32ste met 12,37m 200m: 32ste in 25,60 verspringen: 18de met 6,00m speerwerpen: 25ste met 41,90m 800m: 22ste in 2.19,01 totaal: 5873 punten                                                                                      |

### Boksen
| Olympiër         | Onderdeel | Resultaat | Prestatie                                                                 |
| ---------------- | --------- | --------- | ------------------------------------------------------------------------- |
| Siona Fernandes  | -51kg (m) | 9e        | 1ste ronde: V van BUL Petrova: 11-23                                      |
| Alexis Pritchard | -60kg (m) | 5e        | 1ste ronde: W van TUN Jouini: 15-10 kwartfinale: V van RUS Ochigava: 4-22 |

### Gewichtheffen
| Olympiër          | Onderdeel | Resultaat | Prestatie                                                    |
| ----------------- | --------- | --------- | ------------------------------------------------------------ |
| Richard Patterson | -85kg (m) | 14e       | trekken: 13de met 150kg stoten: 14de met 186kg totaal: 336kg |

### Hockey

#### Mannen
| Olympiër | Onderdeel | Resultaat | Prestatie |
| --- | --------- | --------- | --- |
| Nicholas Haig Andy Hayward Simon Child Blair Hopping Dean Couzins Blair Hilton Ryan Archibald Bradley Shaw Kyle Pontifex Phillip Burrows Shea McAleese Stephen Jenness Richard Petherick Hugo Inglis Steve Edwards Nicholas Wilson | mannen    | 9e        | groep A: 5de V van Zuid-Korea: 0-2 W van India: 3-1 V van Nederland: 1-5 G van België: 1-1 G van Duitsland: 5-5 9-10de plek: W van Argentinië: 3-1 |

| Groep A |               |             |             |             |             |            |            |            |        |
| #       | Land          | Wedstrijden | Wedstrijden | Wedstrijden | Wedstrijden | Doelpunten | Doelpunten | Doelpunten | Punten |
| #       | Land          | G           | W           | G           | V           | V          | T          | Saldo      | Punten |
| 1       | Nederland     | 5           | 5           | 0           | 0           | 18         | 7          | +11        | 15     |
| 2       | Duitsland     | 5           | 3           | 1           | 1           | 14         | 11         | +3         | 1      |
| 3       | België        | 5           | 2           | 1           | 2           | 8          | 7          | +1         | 7      |
| 4       | Zuid-Korea    | 5           | 2           | 0           | 3           | 9          | 8          | +1         | 6      |
| 5       | Nieuw-Zeeland | 5           | 1           | 2           | 2           | 10         | 14         | -4         | 5      |
| 6       | India         | 5           | 0           | 0           | 5           | 6          | 18         | -12        | 0      |

| Ronde       | Datum  | Plaats        | Land | Score         | Land |
| ----------- | ------ | ------------- | ---- | ------------- | ---- |
| Groepsfase  |        |               |      |               |      |
| 30 juli     | Londen | Zuid-Korea    | 2-0  | Nieuw-Zeeland |      |
| 1 augustus  | Londen | Nieuw-Zeeland | 3-1  | Zuid-Korea    |      |
| 3 augustus  | Londen | Nederland     | 5-1  | Nieuw-Zeeland |      |
| 5 augustus  | Londen | Nieuw-Zeeland | 1-1  | Zuid-Korea    |      |
| 7 augustus  | Londen | Duitsland     | 5-5  | Nieuw-Zeeland |      |
| 9-10de plek |        |               |      |               |      |
| 11 augustus | Londen | Argentinië    | 1-3  | Nieuw-Zeeland |      |

#### Vrouwen
| Olympiër | Onderdeel | Resultaat | Prestatie |
| --- | --------- | --------- | --- |
| Samantha Charlton Melody Cooper Clarissa Eshuis Cathryn Finlayson Gemma Flynn Krystal Forgesson Katie Glynn Ella Gunson Charlotte Harrison Samantha Harrison Stacey Michelsen Alana Millington Emily Naylor Anita Punt Bianca Russell Kayla Sharland | vrouwen   | 4e        | groep B: 2de W van Australië: 1-0 W van Zuid-Afrika: 4-1 V van Argentinië: 1-2 W van Verenigde Staten: 3-2 G van Duitsland: 0-0 halve finale: V van Nederland: 2-2 (1-3 na shoot-outs) bronzen finale: V van Groot-Brittannië: 1-3 |

| Groep B |                  |             |             |             |             |            |            |            |        |
| #       | Land             | Wedstrijden | Wedstrijden | Wedstrijden | Wedstrijden | Doelpunten | Doelpunten | Doelpunten | Punten |
| #       | Land             | G           | W           | G           | V           | V          | T          | Saldo      | Punten |
| 1       | Argentinië       | 5           | 3           | 1           | 1           | 12         | 4          | +8         | 10     |
| 2       | Nieuw-Zeeland    | 5           | 3           | 1           | 1           | 9          | 5          | +4         | 10     |
| 3       | Australië        | 5           | 3           | 1           | 1           | 5          | 2          | +3         | 10     |
| 4       | Duitsland        | 5           | 2           | 1           | 2           | 6          | 7          | -1         | 7      |
| 5       | Zuid-Afrika      | 5           | 1           | 0           | 4           | 9          | 14         | -5         | 3      |
| 6       | Verenigde Staten | 5           | 1           | 0           | 4           | 4          | 13         | -9         | 3      |

| Ronde          | Datum  | Plaats           | Land    | Score            | Land |
| -------------- | ------ | ---------------- | ------- | ---------------- | ---- |
| Groepsfase     |        |                  |         |                  |      |
| 29 juli        | Londen | Nieuw-Zeeland    | 1-0     | Australië        |      |
| 31 juli        | Londen | Zuid-Afrika      | 1-4     | Nieuw-Zeeland    |      |
| 2 augustus     | Londen | Nieuw-Zeeland    | 1-2     | Argentinië       |      |
| 4 augustus     | Londen | Verenigde Staten | 2-3     | Nieuw-Zeeland    |      |
| 6 augustus     | Londen | Nieuw-Zeeland    | 0-0     | Duitsland        |      |
| Halve finale   |        |                  |         |                  |      |
| 8 augustus     | Londen | Nederland        | 2-2(3-) | Nieuw-Zeeland    |      |
| Bronzen finale |        |                  |         |                  |      |
| 10 augustus    | Londen | Nieuw-Zeeland    | 1-3     | Groot-Brittannië |      |

### Judo
| Olympiër          | Onderdeel | Resultaat | Prestatie                          |
| ----------------- | --------- | --------- | ---------------------------------- |
| Moira de Villiers | -70kg (v) | 17e       | 1ste ronde: V van GER Thiele: yuko |

### Kanovaren
| Olympiër                          | Onderdeel     | Resultaat | Prestatie                                                                                          |
| Slalom                            | Slalom        | Slalom    | Slalom                                                                                             |
| --------------------------------- | ------------- | --------- | -------------------------------------------------------------------------------------------------- |
| Michael Dawson                    | K-1 (m)       | 15e       | voorronde: 8ste 1ste ronde: 8ste in 90,12 2de ronde: 6de in 88,58 halve finale: 15de in 207,63     |
|                                   |               |           | |
| Luuka Jones                       | K-1 (v)       | 14e       | voorronde: 15de 1ste ronde: 10de in 109,23 2de ronde: 20ste in 258,69 halve finale: 14de in 121,41 |
| Sprint                            |               |           | |
| Ben Fouhy                         | K-1 1000m (m) | 14e       | serie 2: 2de in 3.35,610 halve finale 1: 6de in 3.32,572 finale B: 6de in 3.34,710                 |
| Steven Ferguson Darryl Fitzgerald | K-2 1000m (m) | 7e        | serie 2: 4de in 3.16,608 halve finale 1: 3de in 3.15,307 finale: 7de in 3.12,117                   |
|                                   |               |           | |
| Lisa Carrington                   | K-1 200m (v)  | Goud      | serie 1: 2de in 41,401 halve finale 1: 1ste in 40,528 finale: 1ste in 44,638                       |
| Teneale Hatton                    | K-1 500m (v)  | 15e       | serie 1: 6de in 1.56,741 halve finale 2: 5de in 1.54,504 finale B: 7de in 1.56,103                 |
| Lisa Carrington Erin Taylor       | K-2 500m (v)  | 7e        | serie 3: 3de in 1.44,870 halve finale 1: 4de in 1.42,764 finale: 7de in 1.46,290                   |

### Paardensport
| Olympiër                                                                   | Onderdeel   | Resultaat | Prestatie |
| Dressuur                                                                   | Dressuur    | Dressuur  | Dressuur |
| -------------------------------------------------------------------------- | ----------- | --------- | --- |
| Louisa Hill                                                                | individueel | 48e       | Grand Prix: 48ste met 65,258% |
| Eventing                                                                   |             |           | |
| Andrew Nicholson                                                           | individueel | 4e        | dressuur: 21ste met 45,00 strafpunten cross-country: 3de met 0 strafpunten springconcours: 7de met 4 strafpunten totaal: 49 strafpunten           |
| Jock Paget                                                                 | individueel | 10e       | dressuur: 17de met 44,10 strafpunten cross-country: 20ste met 4,80 strafpunten springconcours: 9de met 5 strafpunten totaal: 53,90 strafpunten    |
| Caroline Powell                                                            | individueel | 23e       | dressuur: 43ste met 52,20 strafpunten cross-country: 14de met 1,60 strafpunten springconcours: 32ste met 4 strafpunten totaal: 57,80 strafpunten  |
| Jonelle Richards                                                           | individueel | 30e       | dressuur: 55ste met 56,70 strafpunten cross-country: 25ste met 6,00 strafpunten springconcours: 41ste met 9 strafpunten totaal: 71,70 strafpunten |
| Mark Todd                                                                  | individueel | 12e       | dressuur: 3de met 39,10 strafpunten cross-country: 10de met 0,40 strafpunten springconcours: 17de met 15 strafpunten totaal: 54,50 strafpunten    |
| Andrew Nicholson Jonathan Paget Caroline Powell Jonelle Richards Mark Todd | tram        | Brons     | dressuur: 4de met 128,20 strafpunten cross-country: 3de met 2 strafpunten springconcours: 5de met 8 strafpunten totaal: 138,20 strafpunten        |

### Roeien
| Olympiër                                               | Onderdeel              | Resultaat | Prestatie |
| ------------------------------------------------------ | ---------------------- | --------- | --- |
| Mahe Drysdale                                          | skiff (m)              | Goud      | serie 4: 1ste in 6.49,69 kwartfinale 1: 1ste in 6.54,86 halve finale 1: 1ste in 7.18,11 finale: 1ste in 6.57,82 |
| Peter Taylor Storm Uru                                 | lichte dubbel-twee (m) | Brons     | serie 2: 2de in 6.37,02 halve finale 1: 2de in 6.36,71 finale: 3de in 6.40,86                                   |
| Nathan Cohen Joseph Sullivan                           | dubbel-twee (m)        | Goud      | serie 3: 1ste in 6.11,30 halve finale 1: 2de in 6.19,79 finale: 1ste in 6.31,67                                 |
| Hamish Bond Eric Murray                                | twee-zonder (m)        | Goud      | serie 1: 1ste in 6.08,50 halve finale 1: 1ste in 6.48,11 finale: 1ste in 6.16,65                                |
| Michael Arms Robbie Manson John Storey Matthew Trott   | dubbel-vier (m)        | 7e        | serie 2: 4de in 5.41,62 herkansingen: 1ste in 5.43,82 halve finale 1: 4de in 6.10,95 finale B: 1ste in 5.58,88  |
| Chris Harris Sean O'Neill Jade Uru Tyson Williams      | vier-zonder (m)        | 11e       | serie 1: 4de in 5.51,84 herkansingen: 2de in 6.03,66 halve finale 2: 4de in 6.06,36 finale B: 5de in 6.11,97    |
|                                                        |                        |           | |
| Emma Twigg                                             | skiff (v)              | 4e        | serie 1: 1ste in 7.40,24 kwartfinale 1: 2de in 7.39,07 halve finale 2: 3de in 7.46,71 finale: 4de in 8.01,76    |
| Louise Ayling Julia Edward                             | lichte dubbel-twee (v) | 9e        | serie 1: 3de in 7.02,78 herkansingen: 2de in 7.19,26 halve finale 1: 5de in 7.15,06 finale B: 3de in 7.22,78    |
| Fiona Paterson Anna Reymer                             | dubbel-twee (v)        | 5e        | serie 1: 2de in 6.49,44 finale: 5de in 7.09,82                                                                  |
| Juliette Haigh Rebecca Scown                           | twee-zonder (m)        | Brons     | serie 2: 2de in 7.06,93 finale: 3de in 7.30,19                                                                  |
| Fiona Bourke Sarah Gray Eve MacFarlane Louise Trappitt | dubbel-vier (v)        | 7e        | serie 2: 3de in 6.20,22 herkansingen: 6de in 6.48,71 finale B: 1ste in 6.56,46                                  |

### Schietsport
| Olympiër    | Onderdeel              | Resultaat | Prestatie                                               |
| ----------- | ---------------------- | --------- | ------------------------------------------------------- |
| Ryan Taylor | 50m geweer liggend (m) | 25e       | kwalificatie: 25ste met 592 punten (100-99-99-98-97-99) |

### Taekwondo
| Olympiër       | Onderdeel | Resultaat | Prestatie                                                                  |
| -------------- | --------- | --------- | -------------------------------------------------------------------------- |
| Logan Campbell | -68kg (m) | 11e       | 1ste ronde: V van UKR Husarov: 6-10                                        |
| Vaughn Scott   | -80kg (m) | 7e        | 1ste ronde: V van ARG Crismanich: 5-9 herkansingen: V van AFG Bahave: 6-11 |
|                |           |           |                                                                            |
| Robin Cheong   | -57kg (m) | 11e       | 1ste ronde: V van EGY Wahba: 6-17                                          |

### Tennis
| Olympiër        | Onderdeel     | Resultaat | Prestatie                        |
| --------------- | ------------- | --------- | -------------------------------- |
| Marina Erakovic | enkelspel (v) | 33e       | 1ste ronde: CAN Wozniak 2-6, 1-6 |

### Triatlon
| Olympiër       | Onderdeel | Resultaat | Prestatie |
| -------------- | --------- | --------- | --------- |
| Bevan Docherty | mannen    | 2e        | 1:48.35   |
| Kris Gemmell   | mannen    | 15e       | 1:48.52   |
| Ryan Sissons   | mannen    | 33e       | 1:50.27   |
|                |           |           |           |
| Andrea Hewitt  | vrouwen   | 6e        | 2:00.36   |
| Kate McIlroy   | vrouwen   | 10e       | 2:01.28   |
| Nicky Samuels  | vrouwen   | 35e       | 2:04.48   |

### Voetbal

#### Mannen
| Olympiër | Onderdeel | Resultaat | Prestatie                                                                 |
| --- | --------- | --------- | ------------------------------------------------------------------------- |
| Michael O'Keeffe Tim Payne Ian Hogg Tommy Smith Ryan Nelsen Kosta Barbarouses Michael McGlinchey Shane Smeltz Chris Wood Marco Rojas Adam Thomas Tim Myers Alex Feneridis James Musa Cam Howieson Dakota Lucas Adam McGeorge Jake Gleeson Michael Eagar Cameron Lindsay Luke Rowe Scott Basalaj | mannen    | 9e        | groep C: 4de V van Wit-Rusland: 0-1 G van Egypte: 1-1 V van Brazilië: 0-3 |

| Groep C |               |             |             |             |             |            |            |            |        |
| #       | Land          | Wedstrijden | Wedstrijden | Wedstrijden | Wedstrijden | Doelpunten | Doelpunten | Doelpunten | Punten |
| #       | Land          | G           | W           | G           | V           | V          | T          | Saldo      | Punten |
| 1       | Brazilië      | 3           | 3           | 0           | 0           | 9          | 3          | +6         | 9      |
| 2       | Egypte        | 3           | 1           | 1           | 1           | 6          | 5          | +1         | 4      |
| 3       | Wit-Rusland   | 3           | 1           | 0           | 2           | 3          | 6          | -3         | 3      |
| 4       | Nieuw-Zeeland | 3           | 0           | 1           | 2           | 1          | 5          | -4         | 1      |

| Ronde      | Datum      | Plaats      | Land | Score         | Land |
| ---------- | ---------- | ----------- | ---- | ------------- | ---- |
| Groepsfase |            |             |      |               |      |
| 26 juli    | Coventry   | Wit-Rusland | 1-0  | Nieuw-Zeeland |      |
| 29 juli    | Manchester | Egypte      | 1-1  | Nieuw-Zeeland |      |
| 1 augustus | Newcastle  | Brazilië    | 3-0  | Nieuw-Zeeland |      |

#### Vrouwen
| Olympiër | Onderdeel | Resultaat | Prestatie |
| --- | --------- | --------- | --- |
| Sam Charlton Melody Cooper Clarissa Eshuis Cathryn Finlayson Gemma Flynn Krystal Forgesson Katie Glynn Ella Gunson Charlotte Harrison Sam Harrison Stacey Michelsen Alana Millington Emily Naylor Anita Punt Bianca Russell Kayla Sharland Julia King Sally Rutherford | vrouwen   | 4e        | groep E: 3de V Groot-Brittannië: 0-1 V van Brazilië: 0-1 W van Kameroen: 1-0 kwartfinale: V van Verenigde Staten: 0-2 |

| Groep C |                  |             |             |             |             |            |            |            |        |
| #       | Land             | Wedstrijden | Wedstrijden | Wedstrijden | Wedstrijden | Doelpunten | Doelpunten | Doelpunten | Punten |
| #       | Land             | G           | W           | G           | V           | V          | T          | Saldo      | Punten |
| 1       | Groot-Brittannië | 3           | 3           | 0           | 0           | 5          | 0          | +5         | 9      |
| 2       | Nauru            | 3           | 2           | 0           | 1           | 6          | 1          | +5         | 6      |
| 3       | Nieuw-Zeeland    | 3           | 1           | 0           | 2           | 3          | 3          | -0         | 3      |
| 4       | Kameroen         | 3           | 0           | 0           | 3           | 1          | 11         | -10        | 0      |

| Ronde       | Datum     | Plaats           | Land | Score         | Land |
| ----------- | --------- | ---------------- | ---- | ------------- | ---- |
| Groepsfase  |           |                  |      |               |      |
| 25 juli     | Cardiff   | Groot-Brittannië | 1-0  | Nieuw-Zeeland |      |
| 28 juli     | Cardiff   | Nieuw-Zeeland    | 0-1  | Brazilië      |      |
| 31 juli     | Coventry  | Nieuw-Zeeland    | 3-1  | Kameroen      |      |
| Kwartfinale |           |                  |      |               |      |
| 3 augustus  | Newcastle | Verenigde Staten | 2-0  | Nieuw-Zeeland |      |

### Wielersport
| Olympiër                                                    | Onderdeel                | Resultaat | Prestatie |
| Baan                                                        | Baan                     | Baan      | Baan |
| ----------------------------------------------------------- | ------------------------ | --------- | --- |
| Eddie Dawkins                                               | sprint (m)               | 14e       | kwalificatie: in 10,201 1ste ronde: V van TRI Phillip herkansingen: V van VEN Canelón                                                                                             |
| Simon van Velthooven                                        | keirin (m)               | Brons     | 1ste ronde: 2de 2de ronde: 2de finale: 3de |
| Shane Archbold                                              | omnium (m)               | 7e        | vliegende ronde: 2de in 13,112 puntenkoers: 15de met 3 punten eliminatie: 6de individuele achtervolging: 6de in 4.26,581 scratch: 13de tijdrit: 6de in 1.03,290 totaal: 48 punten |
| Sam Bewley Aaron Gate Westley Gough Marc Ryan Jesse Sergent | ploegenachtervolging (m) | Brons     | kwalificatie: 3de in 3.57,607 halve finale: 3de in 3.56,442 bronzen finale: W van Rusland: 3.55,952                                                                               |
| Eddie Dawkins Ethan Mitchell Simon van Velthooven           | teamsprint (m)           | 5e        | kwalificatie: 7de in 44,175 halve finale: 5de in 43,495 |
|                                                             |                          |           | |
| Natasha Hansen                                              | sprint (v)               | 12e       | kwalificatie: 9de in 11,241 1ste ronde: V van UKR Shulika herkansingen: 1ste in 11,882 2de ronde: V van CHN Guo herkansingen: 3de 9-12de plek: 4de                                |
| Natasha Hansen                                              | keirin (v)               | 11e       | 1ste ronde: 3de herkansingen: 2de 2de ronde: 5de |
| Jo Kiesanowski                                              | omnium (v)               | 7e        | vliegende ronde: 16de in 14,924 puntenkoers: 7de met 22 punten eliminatie: 7de individuele achtervolging: 11de in 3.44,971 scratch: 7de tijdrit: 7de in 36,360 totaal: 55 punten  |
| Rushlee Buchanan Lauren Ellis Jaime Nielsen Alison Shanks   | ploegenachtervolging (v) | 5e        | kwalificatie: 5de in 3.20,421 halve finale: 5de in 3.18,514 5-6de plek: W van Nederland: 3.19,351                                                                                 |
| BMX                                                         |                          |           | |
| Kurt Pickard                                                | mannen                   | 29e       | plaatsingsronde: 16de in 39,057 kwartfinale 1: 7de met 31 punten |
| Marc Willers                                                | mannen                   | 16e       | plaatsingsronde: 10de in 38,867 kwartfinale 3: 1ste met 4 punten halve finale 2: 8ste met 26 punten                                                                               |
|                                                             |                          |           | |
| Sarah Walker                                                | vrouwen                  | Zilver    | plaatsingsronde: 2de in 38,644 halve finale 2: 4de met 12 punten finale: 2de in 38,133                                                                                            |
| Mountainbike                                                |                          |           | |
| Sam Bewley                                                  | mannen                   | DNS       | niet gestart |
|                                                             |                          |           | |
| Karen Hanlen                                                | vrouwen                  | 18e       | 1:37.54 |
| Weg                                                         |                          |           | |
| Jack Bauer                                                  | tijdrit (m)              | 19e       | 54.54,16 |
| Jack Bauer                                                  | wegwedstrijd (m)         | 10e       | 5:46.05 |
| Greg Henderson                                              | wegwedstrijd (m)         | DNF       | niet gefinisht |
|                                                             |                          |           | |
| Linda Villumsen                                             | tijdrit (v)              | 4e        | 37.59,18 |
| Linda Villumsen                                             | wegwedstrijd (v)         | 18e       | 3:35.56 |

### Zeilen
| Olympiër                                 | Onderdeel        | Resultaat | Prestatie                                      |
| ---------------------------------------- | ---------------- | --------- | ---------------------------------------------- |
| JP Tobin                                 | RS:X (m)         | 7e        | 96 punten: (15-4-3-7-8-8-12-6-17-17-16)        |
| Andrew Murdoch                           | laser (m)        | 5e        | 87 punten: (12-8-17-18-1-7-13-15-3-3-8)        |
| Dan Slater                               | finn (m)         | 7e        | 83 punten: (7-11-1-6-17-11-6-15-8-14-4)        |
| Paul Snow-Hansen Jason Saunders          | 470 (m)          | 5e        | 86 punten: (28-3-5-4-16-3-7-9-13-12-14)        |
| Hamish Pepper Jim Turner                 | star (m)         | 5e        | 70 punten: (15-7-1-13-6-5-9-8-8-9-4)           |
|                                          |                  |           |                                                |
| Sara Winther                             | laser radial (v) | 20e       | 185 punten: (31-23-21-15-35-31-9-11-42-9)      |
| Jo Aleh Polly Powrie                     | 470 (v)          | Goud      | 185 punten: (2-6-2-5-10-4-1-1-2-18-2)          |
| Jenna Hansen Steph Hazard Susannah Pyatt | elliot 6m (v)    | 9e        |                                                |
|                                          |                  |           |                                                |
| Peter Burling Blair Tuke                 | 49er             | Zilver    | 80 punten: (9-7-1-7-3-5-9-11-7-2-1-2-15-6-4-4) |

### Zwemmen
| Olympiër                                                                                      | Onderdeel             | Resultaat | Prestatie                                                     |
| --------------------------------------------------------------------------------------------- | --------------------- | --------- | ------------------------------------------------------------- |
| Matthew Stanley                                                                               | 200m vrije slag (m)   | 18e       | serie 6: 7de in 1.48,19                                       |
| Matthew Stanley                                                                               | 400m vrije slag (m)   | 15e       | serie 2: 5de in 3.49,44                                       |
| Daniel Bell                                                                                   | 100m rugslag (m)      | 37e       | serie 3: 8ste in 55,53                                        |
| Gareth Kean                                                                                   | 100m rugslag (m)      | 13e       | serie 6: 6de in 54,26 halve finale 2: 8ste in 54,00           |
| Gareth Kean                                                                                   | 200m rugslag (m)      | 29e       | serie 4: 8ste in 2.00,54                                      |
| Glenn Snyders                                                                                 | 100m schoolslag (m)   | 15e       | serie 5: 1ste in 59,78 (NR) halve finale 2: 7de in 1.00,15    |
| Glenn Snyders                                                                                 | 200m schoolslag (m)   | 14e       | serie 3: 4de in 2.10,55 (NR) halve finale 1: 7de in 2.11,14   |
| Daniel Bell                                                                                   | 100m vlinderslag (m)  | 37e       | serie 2: 5de in 53,76                                         |
| Dylan Dunlop-Barrett Steven Kent Andrew McMillan Matthew Stanley                              | 4×200m vrije slag (m) | 15e       | serie 1: 8ste in 7.17,18                                      |
| Daniel Bell Gareth Kean Andrew McMillan Carl O'Donnell Glenn Snyders Matthew Stanley          | 4×100m wisselslag (m) | 9e        | serie 2: 5de in 3.34,52                                       |
|                                                                                               |                       |           |                                                               |
| Hayley Palmer                                                                                 | 50m vrije slag (v)    | 23e       | serie 7: 2de in 25,47                                         |
| Lauren Boyle                                                                                  | 400m vrije slag (v)   | 8e        | serie 5: 3de in 4.03,63 (NR) finale: 8ste in 4.06,25          |
| Lauren Boyle                                                                                  | 800m vrije slag (v)   | 4e        | serie 5: 2de in 8.25,91 (NR) finale: 4de in 8.22,72 (NR) (AR) |
| Melissa Ingram                                                                                | 100m rugslag (v)      | 30e       | serie 3: 5de in 1.01,94                                       |
| Melissa Ingram                                                                                | 200m rugslag (v)      | 17e       | serie 4: 6de in 2.10,63                                       |
| Natalie Wiegersma                                                                             | 200m wisselslag (v)   | 26e       | serie 5: 7de in 2.16,24                                       |
| Natalie Wiegersma                                                                             | 400m wisselslag (v)   | 19e       | serie 3: 5de in 4.44,78                                       |
| Amaka Gessler Natasha Hind Penelope Marshall Hayley Palmer                                    | 4×100m vrije slag (v) | 14e       | serie 2: 7de in 3.42,55                                       |
| Lauren Boyle Amaka Gessler Natasha Hind Melissa Ingram Samantha Lucie-Smith Penelope Marshall | 4×200m vrije slag (v) | 11e       | serie 2: 5de in 7.55,92 (NR)                                  |